# Bustares
Bustares è un comune spagnolo di 80 abitanti situato nella comunità autonoma di Castiglia-La Mancia.